# Longicollum sergenti
Longicollum sergenti är en hakmaskart som först beskrevs av Choquetter och Gayot 1952.  Longicollum sergenti ingår i släktet Longicollum och familjen Pomphorhynchidae. Inga underarter finns listade i Catalogue of Life.